# Brigitte Streubel

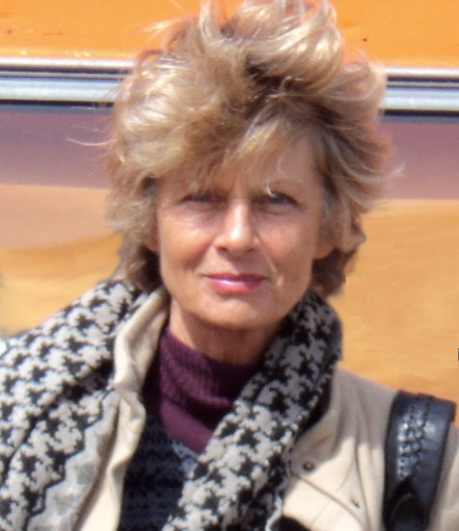
Brigitte Streubel, 2012

Brigitte „Brischit“ Streubel (* 27. Januar 1950 in Unterfranken) ist ein deutsches Ex-Fotomodell, Schauspielerin und Video-Autorin. Sie ist eine der Frauen der sogenannten Selbsterfahrungsgruppe „Der Harem“ um Rainer Langhans.

## Leben
Streubel wuchs in Hagen auf. Sie arbeitete bereits ein Jahr in Düsseldorf als Fotomodell, unter anderem für Aufnahmen der Zeitschrift Brigitte junior, als sie 1969 der Einladung einer Pariser Agentur folgte und eine internationale Fotomodell-Karriere startete. Sie arbeitete bis 1976 unter anderem auch in Mailand, Rom und London.

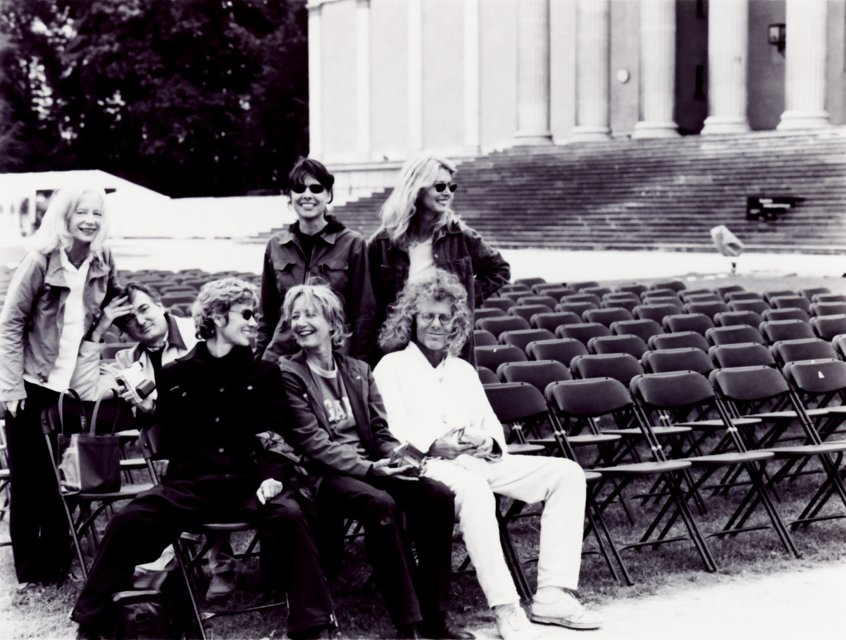
Der „Harem“, 2000
(Streubel vorn links mit Sonnenbrille)

1972 lernte sie Rainer Langhans mit seiner „K 1“-Mitkommunardin Uschi Obermaier kennen. Mit ihm, der Fotografin Anna Werner und Jutta Winkelmann gründete sie 1976 in München die heute als „Harem“ geläufige experimentelle Lebensgemeinschaft, zu der 1978 auch Christa Ritter und 1991 Juttas Zwillingsschwester Gisela Getty hinzustießen. Das überwiegend spirituell ausgerichtete soziale Experiment um Langhans in München-Schwabing existiert bis heute, wobei jede der zurzeit drei Frauen in einer eigenen Wohnung lebt und Langhans in einer anderen Straße.
1974 bekam Streubel erstmals eine Schauspielrolle in Ulli Lommels Drama „Wachtmeister Rahn“. Sie versuchte sich auch in Lommels Kinofilm „Der Zweite Frühling“ als Schauspielerin, in dem 1975 Curd Jürgens die Hauptrolle spielte. 1978 spielte sie in Uschi Reichs Fernsehdrama „Keiner kann was dafür“ die Rolle der „Eva“ und wirkte bei dieser Produktion auch als Kostümbildnerin mit. Eine weitere Rolle hatte sie 1979 im Kurzfilm „Smash – Gefahr aus der Unendlichkeit“ unter der Regie von Gisela Weilemann. 1989 assistierte sie Dominik Graf bei der Regie der Komödie „Tiger, Löwe, Panther“.
Streubel, die auch als Yogalehrerin und seit 1982 als Videokamerafrau tätig ist, veröffentlichte 2007 das Video Die Fünf „Tibeter“ in Aktion (ISBN 978-3-502-25000-5) mit Beiträgen der Autorin und Übersetzerin Maruscha Magyarosy, ebenfalls Yogalehrerin. Ferner schrieb Streubel Beiträge für Bärbel Schäfers und Monika Schucks Buch Das Glücksgeheimnis: Paare erzählen vom Gelingen ihrer Liebe., das 2009 im Kiepenheuer Verlag erschien (ISBN 3-378-01102-5).

## Sonstiges
Streubel ist seit Ende April 2012 Mitglied der Piratenpartei Deutschland.